# Władimir Grigorjew
Władimir Jurjewicz Grigorjew, ros. Владимир Юрьевич Григорьев; (ur. 12 listopada 1927 w Moskwie) – rosyjski muzykolog, profesor, znawca twórczości Henryka Wieniawskiego.

## Życiorys
W 1954 ukończył Konserwatorium Moskiewskie. W 1957 skończył studia aspiranckie w zakresie historii i teorii praktyki wykonawczej i rozpoczął pracę na tej samej uczelni. Doktoryzował się z życia i twórczości Karola Lipińskiego. Habilitował się w 1982 (praca Historia wiolinistyki polskiej w XIX wieku). Następnie uzyskał tytuł profesora Katedry Historii i Praktyki Wykonawczej Konserwatorium Moskiewskiego.

## Publikacje
Jest autorem około 200 artykułów i monografii, m.in.:
- Henryk Wieniawski (1965) – jest jednym z najwybitniejszych znawców życia i twórczości tego muzyka,
- Karol Lipiński (1967),
- Leonid Kogan (1975),
- Dawid Ojstrach – wspomnienia, artykuły, pisma (1980),
- Zachodnio-europejska muzyka XIX wieku (1986),
- Antonio Vivaldi,
- Niccolò Paganini[1].